# ミッドナイト・ステーション
「ミッドナイト・ステーション」は、近藤真彦の9作目のシングルレコード。1983年1月20日に発売された。発売元はRVC。

## 概要
第25回日本レコード大賞で金賞を受賞した。
デビュー曲から使用してきた近藤のサインは、この曲までの使用になる。
次作「真夏の一秒」より、「まっち」と手書きサインに変わる。

## 収録曲
- 両楽曲共に、作詞：松本隆／作曲：筒美京平／編曲：佐久間正英

1. ミッドナイト・ステーション（3分41秒）
2. 天国でプラトニック（3分11秒）